# U. A. Khader
Pour les articles homonymes, voir Khader.
U. A. Khader, né en 1935 et mort le 12 décembre 2020, est un écrivain indien.

## Biographie
U. A. Khader naît près de Rangoon (aujourd'hui Yangon). Son père est malaisien et sa mère d'origine birmane.
Il remporte le prix de la Kerala Sahitya Akademi en 1983 et le prix Kendra Sahitya Akademi en 2009 pour son œuvre Thrikkottur Peruma.
Il meurt dans un hôpital privé de Kozhikode à l'âge de 85 ans.